# جون أندرسون (فيلسوف)
جون أندرسون (بالإنجليزية: John Anderson)‏ (1 نوفمبر 1893 - 6 يوليو 1962) هو فيلسوف اسكتلندي، شغل منصب أستاذ الفلسفة (كرسي شاليه) في جامعة سيدني من 1927 إلى 1958. أسس العلامة التجريبية الفلسفية المعروفة باسم الواقعية الأسترالية.
كان ترويج أندرسون للفكر الحر في جميع المواد الدراسية مثل السياسة والأخلاق أمرًا مثيرًا للجدل، وجعله في صراع دائم مع مجلس الشيوخ الموقر في الجامعة. ومع ذلك، كان له الفضل في تثقيف جيل من المفكرين والنشطاء «الأندروسينين» المؤثرين، الذي ساعد بعضهم في وضع سيدني في طليعة الثورة الجنسية في الخمسينيات والستينيات.
بالنسبة لأندرسون، يجب أن يكون للفلسفة المقبولة «اكتساح» كبير وتكون قادرة على تحدي وصياغة الأفكار في كل جانب من جوانب العقل والمجتمع.

## حياته
ولد أندرسون في ستونهاوس بلاناركشاير في اسكتلندا، وتلقى تعليمه في أكاديمية هاملتون السابقة، حيث فاز بمنحة دراسية للذهاب لجامعة غلاسكو في مسابقة المنح الجامعية لعام 1911. أدرج أندرسون في قائمة الطلاب السابقين البارزين في أكاديمية هاملتون في مقال نشر في مجلة عام 1950 عن المدرسة. أخوه الأكبر وليام أندرسون هو أستاذ الفلسفة في كلية أوكلاند الجامعية منذ عام 1921 وحتى وفاته في عام 1955، ووصف بأنه الشخصية الأكثر هيمنة في الفلسفة النيوزيلندية.
تخرج أندرسون من جامعة غلاسكو عام 1917، مع مرتبة الشرف الأولى في الفلسفة (المنطق والفلسفة الأخلاقية)، ودرجة الشرف الأولى في الرياضيات والفلسفة الطبيعية. حصل على منحة فيرغسون في الفلسفة وفلسفة شاو الفلسفية بعد التخرج، وكانت امتحانات هذه المنحة مفتوحة لخريجي أي من الجامعات الأربع الأسكتلندية.
شغل منصب مساعد في الفلسفة في الكلية الجامعية كارديف (1917-1919)، وفي الفلسفة الأخلاقية والمنطق في جامعة غلاسكو (1919-1920) ومحاضر في المنطق والميتافيزيقيا في جامعة أدنبره (1920 - 1926).

## النظرية الاجتماعية
ارتبط بالحزب الشيوعي الأسترالي وساهم في المجلات الخاصة بهم بعد وصوله إلى سيدني في عام 1927، وكان ذلك في بعض الأحيان تحت اسم دي لوم. ولكن بحلول عام 1932 بدأ يعتقد أن الشيوعية تحت قيادة جوزيف ستالين في الاتحاد السوفيتي كانت ديكتاتورية لا تسمح للعمال بالمشاركة في السلطة أو الحكم. ثم أصبح متحيزاً للحركة التروتسكية لفترة من الزمن. لكنه لم يعد يستطيع تحمل المادية الجدلية، أو مع حالة الذل التي كان يفرضها مذهب ديكتاتورية البروليتاريا.
تخلى أندرسون في وقت لاحق عن الأشكال الاستبدادية من الاشتراكية وأصبح ينتمي لما يسمى اليوم بالتعددية أو التحررية، وهو خصم لجميع أشكال السلطوية. كما وصف نفسه في بعض الأحيان بأنه فوضوي، ولكنه تخلى عن طوباويتة السياسية السابقة بعد ثلاثينيات القرن العشرين.

## الدعوة للحرية الأكاديمية
كان أندرسون بطلًا رائعًا -كأستاذ الفلسفة في جامعة شالي في سيدني- لمبدأ الحرية الأكاديمية ضد التدخل السلطوي. فعلى سبيل المثال، خاض أندرسون معركة ناجحة لإنهاء دور الرابطة الطبية البريطانية في وضع معايير التدريب وحصص الطلاب في كلية الطب. كما أدان وجود وحدة عسكرية - فوج جامعة سيدني - في الحرم الجامعي، وعاش لليوم الذي تمكن فيه من رؤية المقر الرئيسي للفوج في الحرم الجامعي يدمر بالنيران في عام 1960. (تم إعادة تسكين الفوج في منشأة جديدة على أرض مملوكة للجامعة في دارلينجتون).
تم توجيه اللوم إلى أندرسون من قبل مجلس الشيوخ في جامعة سيدني في عام 1931 بعد أن انتقد دور النصب التذكارية للحرب في تقديس الحرب. وتعرض للرقابة من برلمان نيو ساوث ويلز في عام 1943 بعد أن جادل بأن الدين لا مكان له في المدارس. أسس جمعية الفكر الحر لجامعة سيدني والتي استمرت من 1931 إلى 1951، وكان رئيسًا للجمعية خلال تلك الفترة.
إنه لأمر أسطوري أن مجلس الشيوخ في الجامعة -مدركاً أنه لا يستطيع أن يحقق رغبته في إقالة أستاذ تشاليس المثير للجدل- سعى إلى تقليل مكانة أندرسون وتأثيرها من خلال إنشاء كرسي جديد الفلسفة الأخلاقية والسياسية، والذي تم تعيين ألان ستاوت فيه. ولكن لم يتحقق هذا الهدف، حيث استمر أندرسون في إلقاء محاضرات حول الأخلاق والسياسة. كان ستاوت -الذي حثه أندرسون على التقدم للحصول على المنصب- معجباً ثابتاً ومؤيداً لأستاذ كرسي شاليس ورفض الإطاحة بهيبته بأي شكل من الأشكال. وكانت النتيجة أن سيدني اكتسبت فيلسوفاً مرموقاً وأنيقاً ثانياً، الذي جلب ذكاءً عظيماً، وإدراك فكري كبير، وميلاً لوضع الأمور ببساطة ووضوح، إلى جانب احترام حقيقي لآراء الآخرين والاستعداد لتقدير وجهات نظرهم. وبعد تقاعد أندرسون، تم دمج القسمين تحت رئاسة ستاوت أستاذ الفلسفة.

## الفكر والتأثير
بصفته تجريبيًا ملتزمًا، جادل أندرسون بأن هناك مجالًا واحدًا فقط من الوجود، ويمكن فهمه على أفضل نحو من خلال العلوم والفلسفة الطبيعية. وأكد أنه لا يوجد إله خارق وأنه لا توجد عوالم غير طبيعية على غرار المثل الأفلاطونية. ورفض جميع المفاهيم التي يمكن الحصول عليها من خلال أي وسائل أخرى غير وصف الحقائق، وأي اعتقاد بأن الوحي أو التصوف يمكن أن يكونا مصادر للحصول على الحقيقة. كما جادل بأن المفاهيم المسيحية التقليدية عن الخير والشر لم تكن ذات معنى إلا للعبيد، وفي الواقع، كانت فكرة الأخلاق فارغة. كان المصطلح «جيد» صالحًا بالنسبة لأندرسون عندما يتم تطبيقه بشكل موضوعي على الأنشطة البشرية التي كانت حرة وانتقادية ومبدعة، ولكن كان من المفترض تجنب التطبيقات الشخصية الأكثر شيوعًا لها، أو التعرض لها لأنها ذات معانٍ مخادعة. ليس من المستغرب إذاً أن نفوذ أندرسون كان شاملاً ومثيراً للجدل لأنه كان يفحص وينتقد المعتقدات والمؤسسات المقدسة بلا هوادة باستمرار.
إنه أهم فيلسوف وجد في أستراليا على الإطلاق. من المؤكد أنه كان الأهم من حيث اتساع وعمق التأثير. من الفلاسفة الذين تشكل فكرهم الأصلي من أندرسون: جون باسمور، وجون ماكي، وجيم بيكر، وديفيد ستوف، وأنا، وهناك الكثير غيرنا أيضاً. هذا بالنسبة لكل طالب أصبح فيلسوفًا، لكن كان هناك كثيرون آخرون تأثروا به بشكل كبير في مجالات أخرى مثل القانون، والطب، والصحافة، وفي التخصصات الأكاديمية الأخرى. إنني أميل إلى الاعتقاد بأن أندرسون هو الشخص الذي وضع حدد بدرجة كبيرة المناقشات الفكرية في سيدني، ومدى حدة الخطابات التي كانت تصدر، وخاصة في الثلاثينات والأربعينيات من القرن الماضي. - ديفيد ارمسترونغ (2005)
انتشر تأثير أندرسون من خلال تأثيره الشخصي على عدة أجيال من الطلاب، الذين يشملون الفلاسفة المذكورين سابقاً، بالإضافة إلى هيدلي بول وأوجين كامينكا، والعديد من أعضاء «دفع سيدني»، وتونغا الأول، وفوتا هيلو، والقاضي جون كير، الذي أصبح في وقت لاحق الحاكم العام لأستراليا الأكثر تذكرًا.

## مجتمع الفكر الحر والليبرتاريون في سيدني
أصبح إصرار أندرسون على الاستفسار والنقد المتواصل أمراً مركزياً للمبادئ الفكرية لجمعية التحرير الليبرالية في الجامعة التي حلت محل جمعية الفكر الحر في أوائل الخمسينيات، وقدمت منصة فلسفية لثقافة فرعية أوسع نطاقاً تعرف باسم «الدفع» طوال فترة الستينيات. كان أندرسون أحد المدافعين عن حرية التعبير وكان ينتقد منع الحكومة الأسترالية لبعض المنشورات السياسية عام 1928. كما دعا إلى الحريات الدينية والجنسية والمناقشة الحرة للقضايا في عصر كان ذكر مثل هذه المواضيع المحرمة فيه عادة ما يؤدي إلى إدانة عامة غاضبة من قبل الأخلاقيين البارزين.
ولكن بعد الحرب العالمية الثانية، بدأ أندرسون بعرض وجهات نظر أكثر تحفظًا. ويفسر جيم بيكر هذه المرحلة الأخيرة بأنها ليست بسبب تغير واضح في فكره الكلي ولكنه فقط تغير في تركيزه واهتماماته. بعبارة أخرى وفقًا لبيكر، فأنه بينما تغيرت المواقف السياسية لأندرسون بمرور الوقت، فأن فلسفته بقيت ثابتة دوماً. لكن بالنسبة للكثيرين بدا أن أندرسون كان يخرج من تعدديته. فأثناء إضراب عمال مناجم الفحم في عام 1949 على سبيل المثال، أيد أندرسون تحرك الحكومة لاستخدام القوات كضربات مسلحة ضد العمال. كما رفض معارضة التجنيد الإجباري للحرب في كوريا في اجتماع لجمعية الفكر الحر في أغسطس 1950. أيضاً رفض السماح للطلاب باستخدام جمعية الفكر الحر لفحص قضية «لا» التي حاول فيها مينزيس حظر الحزب الشيوعي في استفتاء عام 1951. كانت هذه القشة الأخيرة للكثير من المفكرين الأحرار. حيث تسبب ميل أندرسون الظاهري ناحية السلطوية في تخلي الكثير من الفكرين عن مجتمع الفكر الحر وتأسيسيهم الجمعية الليبرتارية. (يجب الإشارة إلى أن أندرسون لم يؤيد حظر الحزب الشيوعي، بل أنه في الواقع هاجم الاقتراح). عقدت جمعية الفكر الحر اجتماعها الأخير في عام 1951. ثم بدأت الجمعية الليبرتارية العمل في الفترة من 1952 إلى 1969.
قطع أندرسون الاتصال مع التلاميذ السابقين الذين شكّلوا الجمعية الليبرتارية، ولم يرتبط أبداً بأعضاء فلسفة «الدفع» الذين كانوا يغنون أغانيه بشكل روتيني جنباً إلى جنب مع الأغاني الفاسقة التي استوردها إلى بلده الجديد. ومع ذلك، حتى بعد تقاعده في عام 1958 وعلى حافة وفاته في عام 1962، كان يدرس بصورة يومية، ولم ينقطع عن عمله ومراجعة أعماله السابقة. من مؤلفاته الأخيرة الكلاسيكية (1960)، والتجريبية والمنطق (1962) والحجج المترابطة (1962).